# تشارلز براون (مدرب اتحاد الرغبي)
تشارلز براون (بالإنجليزية: Charles Brown)‏ هو مدرب اتحاد الرغبي ‏ نيوزيلندي، ولد في 19 ديسمبر 1887 في نيو بلايموث في نيوزيلندا، وتوفي في 2 أبريل 1966.